# Tupolev Tu-154
Tupolev Tu-154 (Russisk: Туполев Ту-154) er et russisk fremstillet passagerfly som siden 4. oktober 1968, hvor flyet for første gang blev præsenteret i Sovjetunionen, aktivt har tjent adskillige passagerer i en række østeuropæiske, centralasiatiske og tidl./nuværende kommunistiske flyselskaber. Tu-154 fik NATO-rapporteringsnavnet Careless i Vesten.

## Udvikling
Tu-154 blev udviklet for at opfylde Aeroflots behov for at udskifte den jetdrevne Tu-104 og de turbopropdrevne Antonov An-10 og Iljusjin Il-18. Tu-154 var opbygget efter samme koncept som den britiske Hawker Siddeley Trident, der fløj første gang i 1962, og den amerikanske Boeing 727, der fløj første gang i 1963. Mellemdistanceflyet Tu-154 blev markedsført af Tupolev samtidig med, at Iljusjin markedsførte langdistanceflyet Iljusjin Il-62. Det sovjetiske luftfartsministerium valgte Tu-154, da flyet indarbejdede det nyeste indenfor sovjetisk flydesign og bedst opfyldte Aeroflots forventede behov i 1970'erne og 1980'erne.
Tu-154 fløj sin jomfruflyvning den 4. oktober 1968. De første leverancer til Aeroflot fandt sted i 1970. Aeroflot anvendte flyene til fragt og post fra maj 1971 og påbegyndte passagerflyvninger i februar 1972.

## Produktion og anvendelse
Tupolev fremstillede fortsat Tu-154M så sent som i 2009, selvom det tidligere var annonceret, at produktionen ville ophøre i 2006. Der er fremstillet 1025 Tu-154'ere, hvoraf 214 fortsat var i tjeneste den 14. december 2009. Den sidste seriefremstillede Tu-154 blev leveret til det russiske forsvarsministerium den 19. februar 2013 fra Aviakor-fabrikken. Flyet havde opgraderet avionics, VIP-cabine og et særlig kommunikationsmodul.
Det statsejede russiske flyselskab Aeroflot brugte i mange år Tu-154 til, at transportere langt størsteparten af sine passagerer. Den 31. december 2009 blev flight SU736 fra Jekaterinburg til Moskva, den sidste flyvning med typen i selskabet.
I dag benyttes flyet primært af Rusland og Kina til militært brug.
Derudover bruges flyet også til civil transport- og passagerflyvning. Flyet benyttes bl.a. af Tymen Avia Trans, Iran Air Tours, Uzbekistan Airways, Daghestan Airlines, Yakutia Airlines, Caspian Airlines og mange flere.

## Specifikationer
| Detaljer                   | Tu-154B-2               | Tu-154M                  |
| -------------------------- | ----------------------- | ------------------------ |
| Flybesætning               | 3–4                     | 3–4                      |
| Passagerer                 | 114–180                 | 114–180                  |
| Længde                     | 48,0 m                  | 48,0 m                   |
| Spændvidde                 | 37,55 m                 | 37,55 m                  |
| Vingeareal                 | 201,5 m2                | 201,5 m2                 |
| Højde                      | 11,4 m                  | 11,4 m                   |
| Maksimum take-off vægt     | 98.000 kg – 100.000 kg  | 102.000 kg – 104.000 kg  |
| Tomvægt                    | 50.700 kg               | 55.300 kg                |
| Maks. hast.                | 950 km/t (510 knob)     | 950 km/t (510 knob)      |
| Rækkevidde (fuld last)     | 2.500 km                | 5.280 km                 |
| Rækkevidde (færgeflyvning) | 3.900 km                | 6.600 km                 |
| Praktisk stigehøjde        | 12.100 m (39.700 fod)   | 12.100 m (39.700 fod)    |
| Motor (x 3)                | Kuznetsov NK-8-2U       | Solovjev D-30KU-154      |
| Maks. motortryk (x 3)      | 90 kN (20.000 lbf) hver | 103 kN (23.148 lbf) hver |

## Versioner
- Tu-154

- Tu-154A

- Tu-154B

- Tu-154B-1

- Tu-154B-2

- Tu-154S

- Tu-154M

- Tu-154M-LK-1

- Tu-154M-ON

- Tu-154M-100

## Styrt og uheld
- 29. august 1996 styrtede Vnukovo Airlines Flight 2801 ned under indflyvningen til Svalbard Lufthavn, Longyear, og alle 141 ombordværende omkom i den værste flyulykke på norsk territorium.

- 15. juli 2009 styrtede Caspian Airlines Flight 7908 fra Iran ned. Flyet var en Tupolev TU-154M fra 1987. Alle 168 ombordværende døde.

- 10. april 2010 styrtede et fly af typen ned i et skovområde i Rusland. Flyet var på vej fra Polen og havde den polske præsident Lech Kaczyński om bord som også blev dræbt i styrtet.

- 4. december 2010 nødlandede et fly af typen på Moskva-Domodedovo Lufthavn uden for Moskva, da alle tre motorer svigtede. To blev dræbt og ca. 40 blev kvæstede ved nødlandingen[7].
- 25. december 2016 styrtede en militær Tu-154 ned i Sortehavet under en flyvning fra Sotji til Syrien, Alle 92 ombord omkom.